# Love (Thalía-album)
A Love Thalía mexikói énekesnő 1992-ben megjelent harmadik szólóalbuma Mexikóban, a Fonovisa kiadótól. Felvételei Spanyolországban készültek, producere Luis Carlos Esteban. A lemez említésre méltó dalai között szerepel a nagy sikerű Sangre ballada, valamint egy híres Édith Piaf-szám spanyol–francia nyelvű feldolgozása, a La vida en rosa, és a népszerű María Mercedes című sorozat főcímdala. Az album 15. lett a Billboard Latin Pop Albums lemezeladási listán.

## Az album dalai
1. A la orilla del mar – „A tenger partján” 3:44
2. Sangre – „Vér” 3:37
3. La vie en rose (La vida en rosa) – „Az élet rózsaszínben” 5:11
4. Love 4:18
5. El bronceador – „A napolaj” 3:27
6. Flor de juventud – „Az ifjúság virága” 4:10
7. No es el momento – „Nem most van az a pillanat” 3:49
8. Cien años – „Száz év” 2:53
9. El día del amor – „A szerelem napja” 4:00
10. Flores secas en la piel – „Száraz virágok a bőrön” 5:40
11. No trates de engañarme – „Ne próbálj megcsalni” 3:57
12. Déjame escapar – „Hagyj elmenekülni” 4:54
13. Nunca sabrás – „Soha nem fogod megtudni” 5:39
14. María Mercedes 2:47

Az albumhoz külön videóklipet nem, hanem egy zenés összeállítást készített a Televisa Love y otras fantasías címmel Mexikóban, amely a Love, El bronceador, La vie en rose (La vida en rosa), El día del amor, No trates de engañarme, Sangre, Déjame escapar, Flor de juventud és a María Mercedes című dalokat tartalmazta.